# 北東北大学野球連盟
北東北大学野球連盟（きたとうほくだいがくやきゅうれんめい、英語表記はNORTH TOHOKU UNIVERSITIES BASEBALL FEDERATION）とは、東北地方の北部3県（北東北）に所在する大学の硬式野球部で構成された野球リーグであり、全日本大学野球連盟の傘下団体である。

## 略史
全国新制大学野球連盟の北海道と東北の全地域を対象にした北部地区に端を発しているが、後の全日本大学野球連盟の結成に伴い傘下の北部地区大学野球連盟に所属する東北地区として発足したのが始まり。その後の数度の変遷により北部地区内の東北大学野球連盟北奥羽リーグが誕生したが、このリーグが直接の前身となる。
その後の全日本大学野球選手権大会の出場枠拡大で北部地区から出場枠が1増になる際、地区内の既存連盟の独立といった形ではなく北部地区（後に東北地区と改名）内を再編成することになり、東北大学野球連盟北奥羽リーグを北東北大学野球連盟として独立させた。
※東北地域の他のリーグの詳細については、それぞれの当該連盟記事を参照のこと。

## 沿革
※関連団体についても一部記載
- 1947年 全国新制大学野球連盟の結成に伴い東北地区を組織
- 1952年 全日本大学野球連盟への発展的解消に伴い、北部地区大学野球連盟の東北地区に移行
- 1955年 全日本大学野球連盟の代表決定に関して北海道地区を分離
- 1969年 北部地区内に仙台六大学野球連盟が誕生。（代表決定戦については詳細不明）
- 1971年 北部地区内の東北大学野球連盟・北奥羽リーグとして発足
- 1991年 全日本大学野球選手権大会の出場枠拡大に伴い、北部地区大学野球連盟を再編し、東北大学野球連盟北奥羽リーグを独立させて北東北大学野球連盟として発足。単独代表権を獲得。
- 1997年 3部リーグを創設。
- 1998年 第47回全日本大学野球選手権において青森大学が連盟代表初のベスト４に進出
- 2004年 第35回明治神宮野球大会の北海道東北地区代表決定戦を八戸大学が連盟代表として初突破し本大会に出場
- 2006年 秋季リーグから2部3部を2部A,Bブロックに再編成。2部優勝校は両ブロックの1位校により優勝決定戦を実施する方式に変更。
- 2007年 春季リーグより2部A,Bブロックを2部・3部に再編成。再び3部制に変更。
- 2020年 春季リーグが新型コロナウイルスの影響により開催中止。秋季リーグは3部リーグが開催中止。

## チーム数の変遷
| 年・期     | 全チーム数 | 1部 | 2部 | 3部 | 備考                                              |
| ---------- | ---------- | --- | --- | --- | ------------------------------------------------- |
| 1991年春季 | 11         | 6   | 5   | -   | 北東北大学野球連盟発足                            |
| 1993年春季 | 12         | 6   | 6   | -   | 北里大学が加入                                    |
| 1996年秋季 | 13         | 6   | 7   | -   | 青森公立大学が加入                                |
| 1997年春季 | 13         | 6   | 4   | 3   | 3部リーグを新設                                   |
| 2000年春季 | 15         | 6   | 4   | 5   | 岩手県立大学、青森中央学院大学が加入              |
| 2000年秋季 | 16         | 6   | 5   | 5   | 2部が5チームに増加 秋田県立大学が加入             |
| 2001年春季 | 16         | 6   | 6   | 4   | 2部が6チームに増加                                |
| 2006年春季 | 15         | 6   | 6   | 3   | 秋田県立大学短期大学部は今季より不参加            |
| 2006年秋季 | 15         | 6   | 9   | -   | 2部と3部を統合し2部リーグ制に移行                 |
| 2007年春季 | 15         | 6   | 6   | 3   | 再び3部リーグを創設                               |
| 2016年秋季 | 16         | 6   | 6   | 4   | 秋田看護福祉大学が加盟                            |
| 2021年秋季 | 16         | 7   | 5   | 4   | 1部2部入れ替え戦を行わず盛岡大学が2部から自動昇格 |
| 2022年春季 | 16         | 6   | 6   | 4   | 1部7位の岩手大学が自動降格                        |
| 2024年春季 | 15         | 6   | 6   | 3   | 北里大学が脱退                                    |

## 運営方法

### 構成
加盟校数の関係から前シーズンの成績を基にした各部6校構成を基準に1部,2部,3部に分けたブロック運営を行なっている（以前は1部、2部制で2部のみ2ブロック制）。

### 対戦方法
春季と秋季にそれぞれリーグ戦を実施。また各シーズン終了後に各部の間で入れ替え戦を実施する。

#### 1部,2部
春秋共に2回戦総当たりによる勝率制。

#### 3部
2016年秋季より2回戦総当たりによる勝率制。それ以前は春秋共に5回戦総当たりによる勝率制。

### 順位決定方法

#### 勝率制
本連盟規定により、当該チームの全勝数を引き分けも含めた全試合数で割った数値（勝率）が高いチームを上位とする（引き分けは0.5勝として扱う）。
勝率が同じ場合は、優劣の決定が必要な場合に限り決定戦（プレイオフ）を行なう。
決定戦の成績はリーグ戦の成績に加算しない。

### 入れ替え戦
各部のリーグ戦の終了後に上位リーグの最下位校と下位リーグの優勝校との間で対戦を組み、勝者チームを次シーズンの上位リーグの所属とする（敗者チームは次シーズンは下位リーグ所属となる）。
対戦方法は2戦先勝方式。

#### 2戦先勝方式
同一の対戦校に対して先に2勝したチームがその相手校との対戦に勝利したとして対戦を終了する（1勝1敗の場合は第3戦を行い決着を付ける）。

## 試合会場
北東北3県の公共野球場を転戦して試合を実施している。以下に1部リーグ戦での近年の主な使用球場を記す。
青森県営野球場、八戸東野球場、さきがけ八橋球場、水林グリーンスタジアム、種市オーシャンビュー球場、花巻球場、遠野球場、きたぎんボールパーク（2023年から）

## 歴代優勝

### 歴代優勝チーム・入れ替え戦の結果
- ◎：明治神宮野球大会出場権獲得
- ○：入れ替え戦の勝者
- ●：入れ替え戦の敗者

| 開催年    | 1部優勝                                      | 1部・2部入れ替え戦                           | 1部・2部入れ替え戦                           |                                              |                                              |
| 開催年    | 1部優勝                                      | 1部最下位                                    | 2部優勝                                      |                                              |                                              |
| --------- | -------------------------------------------- | -------------------------------------------- | -------------------------------------------- | -------------------------------------------- | -------------------------------------------- |
| 1991春    | 秋田経済法科大学                             | 青森大学（注1）                              | 盛岡大学（注1）                              |                                              |                                              |
| 1991秋    | 青森大学（注2）                              |                                              |                                              |                                              |                                              |
| 1992春    | 秋田経済法科大学                             | 盛岡大学●                                    | 青森大学○                                    |                                              |                                              |
| 1992秋    | 青森大学                                     | 弘前大学●                                    | 八戸大学○                                    |                                              |                                              |
| 1993春    | 青森大学                                     | 八戸大学○                                    | 弘前大学●                                    |                                              |                                              |
| 1993秋    | 青森大学                                     | 八戸大学●                                    | 弘前大学○                                    |                                              |                                              |
| 1994春    | 青森大学                                     | 弘前大学○                                    | 盛岡大学●                                    |                                              |                                              |
| 1994秋    | 青森大学                                     | 岩手大学○                                    | 盛岡大学●                                    |                                              |                                              |
| 1995春    | 青森大学                                     | 弘前大学●                                    | 盛岡大学○                                    |                                              |                                              |
| 1995秋    | 青森大学◎                                    | 秋田大学●                                    | 八戸工業大学○                                |                                              |                                              |
| 1996春    | 青森大学                                     | 盛岡大学●                                    | 弘前大学○                                    |                                              |                                              |
|           |                                              | 1部最下位                                    | 2部優勝                                      | 2部・3部入れ替え戦                           | 2部・3部入れ替え戦                           |
| 2部最下位 | 3部優勝                                      | 1部最下位                                    | 2部優勝                                      |                                              |                                              |
| 1996秋    | 青森大学                                     | 弘前大学●                                    | 盛岡大学○                                    | 秋田県立農業短期大学（注3）                  |                                              |
| 1997春    | 富士大学                                     | 八戸工業大学●                                | 弘前大学○                                    | 八戸大学○                                    | 岩手医科大学●                                |
| 1997秋    | 青森大学                                     | 弘前大学●                                    | 八戸工業大学○                                | 青森公立大学○                                | 北里大学●                                    |
| 1998春    | 青森大学                                     | 岩手大学○                                    | 弘前大学●                                    | 八戸大学○                                    | 北里大学●                                    |
| 1998秋    | 青森大学                                     | 八戸工業大学○                                | 八戸大学●                                    | 青森公立大学○                                | 北里大学●                                    |
| 1999春    | 青森大学                                     | 岩手大学○                                    | 八戸大学●                                    | 青森公立大学●                                | 北里大学○                                    |
| 1999秋    | 青森大学                                     | 八戸工業大学○                                | 弘前大学●                                    | 北里大学○                                    | 青森公立大学●                                |
| 2000春    | 青森大学                                     | 盛岡大学●                                    | 弘前大学○                                    | 北里大学（注4）                              | 岩手県立大学（注4）                          |
| 2000秋    | 青森大学                                     | 秋田経済法科大学○                            | 盛岡大学●                                    | 北里大学（注5）                              | 青森中央学院大学（注5）                      |
| 2001春    | 八戸大学                                     | 弘前大学●                                    | 盛岡大学○                                    | 北里大学●                                    | 秋田県立大学○                                |
| 2001秋    | 青森大学                                     | 盛岡大学○                                    | 弘前大学●                                    | 秋田県立大学○                                | 青森公立大学●                                |
| 2002春    | 八戸大学                                     | 盛岡大学●                                    | 弘前大学○                                    | 岩手県立大学●                                | 青森公立大学○                                |
| 2002秋    | 富士大学                                     | 弘前大学●                                    | 盛岡大学○                                    | 秋田県立大学○                                | 岩手県立大学●                                |
| 2003春    | 青森大学                                     | 盛岡大学●                                    | 岩手大学○                                    | 秋田県立大学●                                | 岩手県立大学○                                |
| 2003秋    | 八戸大学                                     | 秋田経済法科大学○                            | 盛岡大学●                                    | 岩手県立大学●                                | 秋田県立大学○                                |
| 2004春    | 八戸大学                                     | 岩手大学○                                    | 秋田大学●                                    | 秋田県立大学○                                | 北里大学●                                    |
| 2004秋    | 八戸大学◎                                    | 八戸工業大学●                                | 盛岡大学○                                    | 秋田県立大学●                                | 岩手県立大学○                                |
| 2005春    | 八戸大学                                     | 盛岡大学●                                    | 八戸工業大学○                                | 青森公立大学○                                | 北里大学●                                    |
| 2005秋    | 八戸大学                                     | 八戸工業大学○                                | 盛岡大学●                                    | 岩手県立大学○                                | 秋田県立大学●                                |
| 2006春    | 青森大学                                     | 八戸工業大学○                                | 盛岡大学●                                    | 岩手県立大学（注6）                          | 秋田県立大学（注6）                          |
| 2006秋    | 青森大学                                     | 八戸工業大学○                                | 青森中央学院大学●（注7）                     | -                                            | -                                            |
| 2007春    | 八戸大学                                     | 八戸工業大学●                                | 盛岡大学○                                    | 北里大学○                                    | 岩手県立大学●                                |
| 2007秋    | 八戸大学◎                                    | 盛岡大学○                                    | 八戸工業大学●                                | 北里大学○                                    | 秋田県立大学●                                |
| 2008春    | 青森大学                                     | 盛岡大学○                                    | 青森中央学院大学●                            | 北里大学○                                    | 岩手県立大学●                                |
| 2008秋    | 富士大学                                     | 盛岡大学●                                    | 八戸工業大学○                                | 北里大学●                                    | 岩手県立大学○                                |
| 2009春    | 富士大学                                     | ノースアジア大学○                            | 盛岡大学●                                    | 青森公立大学○                                | 北里大学●                                    |
| 2009秋    | 八戸大学                                     | ノースアジア大学●                            | 盛岡大学○                                    | 青森公立大学○                                | 北里大学●                                    |
| 2010春    | 八戸大学                                     | 八戸工業大学●                                | 青森中央学院大学○                            | 秋田大学○                                    | 北里大学●                                    |
| 2010秋    | 八戸大学◎                                    | 盛岡大学○                                    | 八戸工業大学●                                | 秋田大学                                     | 北里大学●                                    |
| 2011春    | 富士大学                                     | 青森中央学院大学○                            | 八戸工業大学●                                | 秋田大学○                                    | 秋田県立大学●                                |
| 2011秋    | 青森大学                                     | 青森中央学院大学○                            | 弘前大学●                                    | 秋田大学○                                    | 北里大学●                                    |
| 2012春    | 八戸大学                                     | 盛岡大学●                                    | 八戸工業大学○                                | ノースアジア大学○                            | 秋田県立大学●                                |
| 2012秋    | 富士大学◎                                    | 八戸工業大学●                                | 盛岡大学○                                    | ノースアジア大学●                            | 岩手医科大学○                                |
| 2013春    | 富士大学                                     | 盛岡大学●                                    | 弘前大学○                                    | 岩手医科大学●                                | ノースアジア大学○                            |
| 2013秋    | 八戸学院大学◎                                | 弘前大学●                                    | 八戸工業大学○                                | 青森公立大学●                                | 岩手医科大学○                                |
| 2014春    | 富士大学                                     | 八戸工業大学●                                | ノースアジア大学○                            | 岩手県立大学●                                | 青森公立大学○                                |
| 2014秋    | 富士大学◎                                    | ノースアジア大学○                            | 八戸工業大学●                                | 岩手医科大学○                                | 秋田県立大学●                                |
| 2015春    | 富士大学                                     | 岩手大学○                                    | 秋田大学●                                    | 岩手医科大学●                                | 秋田県立大学○                                |
| 2015秋    | 富士大学                                     | 青森中央学院大学●                            | 八戸工業大学○                                | 秋田県立大学○                                | 岩手医科大学●                                |
| 2016春    | 富士大学（注8）                              | 岩手大学○                                    | 青森中央学院大学●                            | 秋田県立大学○                                | 岩手県立大学●                                |
| 2016秋    | 富士大学◎                                    | 岩手大学○                                    | 青森中央学院大学●                            | 秋田県立大学○                                | 岩手県立大学●                                |
| 2017春    | 富士大学                                     | 八戸工業大学○                                | 青森中央学院大学●                            | 秋田県立大学○                                | 岩手医科大学●                                |
| 2017秋    | 富士大学◎                                    | 岩手大学●                                    | 青森中央学院大学○                            | 秋田県立大学●                                | 岩手医科大学○                                |
| 2018春    | 富士大学                                     | 八戸工業大学●                                | 岩手大学○                                    | 岩手医科大学●                                | 秋田県立大学○                                |
| 2018秋    | 富士大学                                     | 青森中央学院大学○                            | 盛岡大学●                                    | 秋田県立大学●                                | 岩手県立大学○                                |
| 2019春    | 八戸学院大学                                 | ノースアジア大学○                            | 弘前大学●                                    | 岩手県立大学○                                | 秋田県立大学●                                |
| 2019秋    | 青森大学                                     | 岩手大学○                                    | 八戸工業大学●                                | 青森公立大学○                                | 秋田県立大学●                                |
| 2020春    | 新型コロナウイルス感染症の影響により開催中止 | 新型コロナウイルス感染症の影響により開催中止 | 新型コロナウイルス感染症の影響により開催中止 | 新型コロナウイルス感染症の影響により開催中止 | 新型コロナウイルス感染症の影響により開催中止 |
| 2020秋    | 富士大学                                     | 岩手大学（注9）                              | 盛岡大学（注9）                              | 秋田大学（注10）                             | 開催中止（注11）                             |
| 2021春    | 富士大学                                     | 岩手大学（注12）                             | 盛岡大学（注12）                             | 弘前大学（注13） 秋田大学（注13）            | 秋田県立大学（注13）                         |
| 2021秋    | 富士大学（注14）                             | 青森中央学院大学○（注15）                    | 八戸工業大学●                                | 秋田大学（注16）                             | 秋田県立大学（注16）                         |
| 2022春    | 富士大学                                     | 盛岡大学●                                    | 岩手大学○                                    | 秋田大学（注17）                             | 秋田看護福祉大学（注17）                     |
| 2022秋    | 青森大学                                     | 岩手大学○                                    | 青森公立大学●（注18）                        | 岩手県立大学○                                | 秋田県立大学●                                |
| 2023春    | 富士大学                                     | 岩手大学○                                    | 盛岡大学●（注18）                            | 青森公立大学○                                | 秋田看護福祉大学●                            |
| 2023秋    | 八戸学院大学◎（注19）                        | 岩手大学○                                    | 盛岡大学（注18）●                            | 青森公立大学○                                | 秋田看護福祉大学●                            |
| 2024春    | 八戸学院大学                                 | 岩手大学●                                    | 盛岡大学○                                    | 青森公立大学○                                | 秋田看護福祉大学●                            |
| 2024秋    | 富士大学◎                                    | ノースアジア大学○                            | 岩手大学●                                    | 岩手県立大学●                                | 秋田看護福祉大学○                            |
| 2025春    | 青森大学                                     | 盛岡大学●                                    | 岩手大学○                                    | 秋田看護福祉大学●                            | 岩手県立大学○                                |
| 2025秋    |                                              |                                              |                                              |                                              |                                              |

- 注1：青森大学が出場選手登録のミスでリーグ戦途中で棄権しそのまま2部へ降格。2部優勝の盛岡大学が自動的に1部昇格。
- 注2：リーグ戦ではなく1部2部合同トーナメントの結果。
- 注3：来シーズンより3部リーグ創設に伴い、最下位の秋田県立農業短期大学、5位の北里大学が3部へ降格、今季リーグ戦に不参加だった岩手医科大学が来シーズンより3部への参加となった。
- 注4：2部の参加チーム数増加（4→5）に伴い3部への降格はなし、3部優勝の岩手県立大学が自動的に2部へ昇格。
- 注5：2部の参加チーム数増加（5→6）に伴い3部への降格はなし、3部優勝の青森中央学院大学が自動的に2部へ昇格。
- 注6：3部リーグ廃止に伴い昇降格なし。
- 注7：Aリーグ・Bリーグ優勝チームの優勝決定戦の結果（Aリーグ：盛岡大学、Bリーグ：青森中央学院大学）。また来シーズンより3部リーグが復活するためAリーグ4位の秋田県立大学、5位の岩手医科大学、Bリーグ4位の岩手県立大学が3部に降格となった。
- 注8：富士大学・八戸学院大学・青森大学の3チームプレーオフによる結果
- 注9：連盟加盟校の一部がリーグ戦開幕までに練習やオープン戦が行えないまたは、リーグ戦開幕時からの出場を見通せない可能性があり、それによりチームの実力以外の要因によって順位が決定される可能性もあるため入れ替え戦は実施せず。
- 注10：秋田大学はリーグ戦出場辞退の為最下位。しかし3部はリーグ戦及び入れ替え戦の開催を中止したため降格はなし。
- 注11：加盟校の課外活動時間が確保できなかったためリーグ戦及び入れ替え戦は開催中止となった。
- 注12：岩手大学がリーグ戦途中で出場を辞退したため入れ替え戦は行わず、2部優勝の盛岡大学が自動的に1部昇格。
- 注13：弘前大学・秋田大学が新型コロナウイルス感染症により課外活動の制限があり出場辞退した為最下位。そのため入れ替え戦なし。また、3部で優勝した秋田県立大学は3部残留となった。
- 注14：富士大学・青森大学・ノースアジア大学の3チームプレーオフによる結果
- 注15：チーム数を元に戻す（7→6）ため、7位の岩手大学が2部へ自動降格、入替戦には6位の青森中央学院大学が出場。
- 注16：3部優勝の秋田県立大学が入替戦出場辞退の申し入れがあった為、2部3部入替戦は中止となった。
- 注17：青森公立大学・岩手県立大学が新型コロナウイルス感染症により出場辞退した試合があったため、2部3部の入れ替え戦なし。
- 注18：八戸工業大学とのプレーオフによる結果。
- 注19：出場権を獲得したのはリーグ戦で2位となり開催連盟枠で代表決定戦に出場した富士大学。

### リーグ優勝回数
2025年春季リーグ終了時点
1部リーグ（現リーグ以降）
| 優勝回数 | 大学                                   |
| -------- | -------------------------------------- |
| 26       | 青森大学                               |
| 22       | 富士大学                               |
| 17       | 八戸学院大学（旧：八戸大学）           |
| 2        | 秋田経済法科大（現：ノースアジア大学） |

2部リーグ
| 優勝回数 | 大学                                   |
| -------- | -------------------------------------- |
| 21       | 盛岡大学                               |
| 14       | 八戸工業大学                           |
| 12       | 弘前大学                               |
| 7        | 青森中央学院大学                       |
| 5        | 岩手大学                               |
| 3        | 八戸大学（現：八戸学院大学）           |
| 2        | 秋田大学                               |
| 1        | 青森大学 ノースアジア大学 青森公立大学 |

3部リーグ
| 優勝回数 | 大学                              |
| -------- | --------------------------------- |
| 14       | 秋田県立大学                      |
| 11       | 北里大学 岩手県立大学             |
| 6        | 岩手医科大学                      |
| 5        | 秋田看護福祉大学                  |
| 4        | 青森公立大学                      |
| 1        | 青森中央学院大学 ノースアジア大学 |

### 全国大会成績
※大学選手権＝全日本大学野球選手権大会出場回数、神宮大会＝明治神宮大会出場回数。（大学選手権と神宮大会の実績はリーグ発足以前も含む）
| 学校                                      | 最終出場大会      | 全国大会 合計出場回数 | 大学選手権 | 神宮大会 | 備考                                |
| ----------------------------------------- | ----------------- | --------------------- | ---------- | -------- | ----------------------------------- |
| 富士大学 （旧：奥州大学）                 | 2024年 神宮大会   | 22                    | 16         | 6        | 全日本大学野球選手権大会準優勝：1回 |
| 八戸学院大学 （旧：八戸大学）             | 2024年 大学選手権 | 13                    | 9          | 4        |                                     |
| 青森大学                                  | 2024年 大学選手権 | 12                    | 11         | 1        |                                     |
| 秋田経済法科大学 （現：ノースアジア大学） | 1992年 大学選手権 | 2                     | 2          | 0        |                                     |
| 秋田大学                                  | 1977年 大学選手権 | 2                     | 2          | 0        |                                     |

## 加盟大学
2024年度秋季リーグ戦開幕時点

### 1部リーグ
- 富士大学
- 八戸学院大学（旧：八戸大学）
- 青森大学
- ノースアジア大学（旧：秋田経済法科大学）
- 青森中央学院大学
- 盛岡大学

### 2部リーグ
- 岩手大学
- 八戸工業大学
- 青森公立大学
- 弘前大学
- 秋田大学
- 岩手県立大学

### 3部リーグ
- 岩手医科大学（1996年秋、2025年春は不参加）
- 秋田県立大学
- 秋田看護福祉大学

### かつての加盟大学
- 秋田県立大学短期大学部（旧：秋田県立農業短期大学）
  - 2001年春季は不参加、2005年秋季をもって脱退。
- 北里大学
  - 2021年春以降は不参加、2023年をもって脱退